# Lawang (Java)
Lawang is een stad in de bergen op Java in Indonesië. Het ligt aan de route van Malang naar Surabaya. Het is gelegen 18 kilometer noordelijk van de hoofdplaats Malang. Het heeft door de ligging op grotere hoogte een aangenaam koel klimaat (overdag gemiddeld 29 graden; 's avonds 21 graden) en ligt tussen twee vulkanen, namelijk de Arjuna en de Semeru.
Lawang is in het Indonesisch een boomsoort, waarvan het sap van de bladeren een pijnstillende werking heeft. In het Javaans betekent het echter poort of deur. 

## Geschiedenis
Er is al vroeg een station aangelegd waardoor de plaats goed ontsloten is. Het was in de koloniale periode goed bereikbaar en mede daardoor populair. Er was tevens in deze garnizoensplaats een gezondheidskliniek gevestigd (zie hiervoor Sieds Lykles).
In de Tweede Wereldoorlog was er een jappenkamp voor de geïnterneerde Europese bevolking. Het kamp bestond uit 18 Europese huizen, gelegen in het Wilhelminapark in het noordoostelijk stadsdeel van Lawang. De huizen en tuinen waren omgeven door een bamboe-schutting met prikkeldraad. Tijdens de periode direct na de Japanse capitulatie (september/november 1945) waren in deze huizen dakloze vrouwen en kinderen uit de Japanse kampen ondergebracht.
De Nederlandse troepen (Mariniersbrigade) trokken op 23 juli 1947 het stadje binnen.

## Stad
Er wonen relatief veel christenen (met semenaries) in een overwegend moslimomgeving. De huizen uit de koloniale periode verkeren over het algemeen in goede staat.

## Bijzondere gebouwen
- Hotel Niagara, een hotel uit ongeveer 1915 dat nog geheel oorspronkelijk is in art-nouveaustijl en bijbehorend meubilair.